# Сонячне затемнення 5 січня 1954 року
Сонячне затемнення 5 січня 1954 року — кільцеподібне сонячне затемнення 121-го саросу.
Затемнення мало магнітуду 0,9720 і досягло свого максимуму в 02:32:01 UTC в точці з координатами 79° пд. ш. 121° зх. д. (Антарктида). Тривалість максимальної фази затемнення становила 1 хв 42 с, а місячна тінь на земній поверхні досягла ширини 278 км.
Затемнення 5 січня 1954 р. було першим сонячним затемненням у 1954 р. та 125-м у XX столітті. Попереднє сонячне затемнення відбулося 9 серпня 1953 року, а наступне — 30 червня 1954 року.